# Eric von Rosen

Conde Carl Gustaf Bloomfield Eric von Rosen (nacido el 2 de junio de 1879 en Estocolmo y fallecido el  25 de abril de 1948 en Skeppsholmen Estocolmo) fue un sueco doctor honorario, patrón, explorador, etnógrafo y figura prominente de la clase alta de Suecia.

## Familia
Eric von Rosen estaba casado con la baronesa Mary Fock (1886-1967) con quien tuvo seis hijos: Björn (n. 1905), Mary (n. 1906), Carl Gustaf von Rosen (n. 1909), Birgitta (n. 1913), Egil (n. 1919) y Anna (n. 1926). El padre de Eric von Rosen era el conde Carl Gustaf von Rosen y su madre era Ella Carlton Moore de Filadelfia, Pensilvania, descendiente de la familia Winthrop.
Su abuela fue la escritora y filántropa Clara Jessup Moore. Era hermano del Conde Clarence von Rosen. Su nieto (a través de Birgitta) es el director de cine Peter Nestler, quien en 2009 realizó una película sobre Rosen llamada "Muerte y Diablo" (Tod und Teufel )

## Relación con Hermann Göring

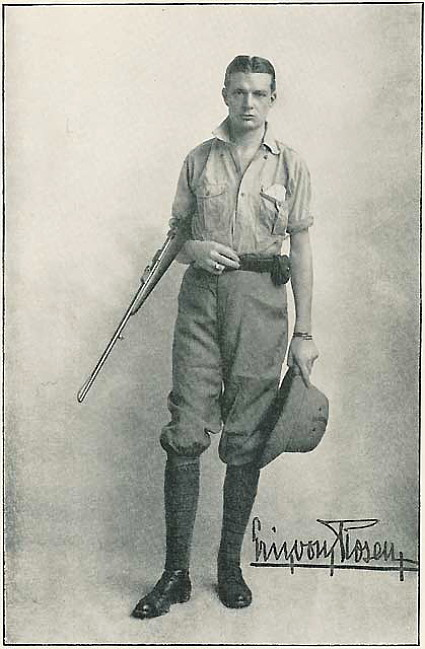
Eric von Rosen, cazador, etnógrafo e investigador viajero.

Eric Von Rosen se convirtió en cuñado de Hermann Göring cuando la hermana de su esposa, Carin von Kantzow, se casó con Göring. La pareja se conoció cuando Göring volaba con Eric von Rosen con mal tiempo desde Estocolmo hasta el castillo de Rockelstad, en el lago Båven en Sörmland, Suecia. Debido a las malas condiciones meteorológicas, Göring tuvo que quedarse en el castillo. Allí conoció a la hermana de la esposa de von Rosen, Carin von Kantzow. En ese momento estaba casada con un oficial sueco, pero sería su futura esposa y su mayor amor.

## La esvástica de von Rosen
Eric von Rosen había estado usando una esvástica como marca de propietario personal. Originalmente vio el símbolo en piedras rúnicas en Gotland, mientras estaba en la escuela. Sabiendo que el símbolo significaba buena suerte para los vikingos, utilizó el símbolo y lo hizo tallar en todo su equipaje cuando realizó una expedición a América del Sur en 1901. También se encuentra en el pabellón de caza que encargó a Ivar Tengbom y Ernst Torulf(sv) para construir en lo que hoy es la Reserva Natural de Jaktstuguskogen, en 1909. Siendo amigo de Finlandia, en marzo de 1918 le dio al estado recién independizado un avión, lo que significó el comienzo de la Fuerza Aérea finlandesa. El avión, una licencia fabricada Morane-Saulnier MS Parasol / Thulin D , estaba marcada con su insignia, una esvástica azul sobre fondo blanco. La Fuerza Aérea de Finlandia adoptó este rodeo como su insignia nacional. 
Göring había notado la esvástica durante su estancia en Suecia y en el castillo de von Rosens (forjado en una pieza de metal junto a la chimenea). Sin embargo, la esvástica del partido nazi alemán ya había sido adoptada en 1920, dos años antes de que Göring conociera a Adolf Hitler.